# Lista di console
Questa lista di console – sebbene non esaustiva – raccoglie le console per videogiochi (inclusi anche i dispositivi portatili) suddivise per ere o generazioni di appartenenza, i cui vari periodi si suddividono a seconda della contemporaneità e di quale caratteristica definiva quella generazione di console per videogiochi: infatti un'era inizia con la messa in commercio di una console a essa relativa e si conclude con la cessazione della produzione di tutte le sue console.

## Prima era dei videogiochi domestici (1972–1981)
Le console dei primi anni settanta (Pong e Magnavox Odyssey) venivano chiamate non correttamente «analogiche» anche se in realtà utilizzavano componenti discreti, ma almeno parzialmente digitali.
Al contrario dalle successive generazioni un elenco completo di console della prima generazione ne comprenderebbe diverse centinaia.
- Magnavox Odyssey (1972)
- Zanussi/Sèleco Ping-O-Tronic (1974)
- Video Sport MK2 (1974)
- Atari Pong e numerosi cloni (1975)
- Serie Philips Tele-Spiel (1975)
- Commodore TV Game 2000K/3000H (1975)
- Serie Magnavox/Philips Odyssey (1975, escludendo il Magnavox Odyssey)
- Serie PC-50x (1975)
- APF TV Fun (1976)
- Coleco Telstar (1976)
- TV Scoreboard (1976)
- Nintendo Color TV Game (1977)
- Atari Video Pinball (1977)
- Zanussi/Sèleco Play-o-tronic (1977)
- Mera-Elwro/Ameprod TVG-10 (197?)
- Philco/Ford Telejogo (1977)
- Philco/Ford Telejogo II (1978)
- BSS 01 (1980)

## Seconda era: primi sistemi a cartuccia (1976–1982)
- Fairchild Channel F (1976)
- RCA Studio II (1976)
- 1292 Advanced Programmable Video System/Interton VC4000 (1976)
- Atari VCS (2600) (1977)
- Bally Astrocade (1977)
- Magnavox Odyssey 2 (1978)
- APF Imagination Machine (1979)
- Bandai Super Vision 8000 (1979)
- MB Microvision (1979)
- Intellivision (1980)
- VTech CreatiVision (1981)
- Atari 5200 (1982)
- Colecovision (1982)
- Emerson Arcadia 2001 (1982)
- MB Vectrex (1982)

## Terza era: età d'oro degli 8-bit (1983–1996)
- Nintendo Entertainment System (1985) Famicom (1983, Giappone)
- Sega Master System (1986) SG-1000 Mark III (1985, Giappone)
- Atari 7800 (1986)
- Commodore 64GS (1990)
- Amstrad GX4000 (1990)

## Quarta era: 16-bit (1987–2003)
- PC Engine (1987, Giappone)
  - TurboGrafx-16 (1989)
  - TurboGrafx-CD
  - TurboDuo
  - TurboExpress
  - SuperGrafx
- Sega Mega Drive (1988)/Sega Genesis (1989, Stati Uniti)
  - Sega Mega CD (1992) Sega CD (1992, Stati Uniti)
  - Sega Mega Drive 32X (Sega Genesis 32X o Sega 32X, 1994)
- Game Boy (1989)
  - Game Boy Pocket (1996)
  - Game Boy Light (1997, solo Giappone)
- Neo Geo (1990)
  - Neo Geo CD
  - Neo Geo CDZ
- Atari Lynx (1989)
- Game Gear (1990)
- Super Nintendo Entertainment System (1990) Super Famicom (1989, Giappone)
- Supervision (1992)
- Sega Nomad (1995)
- Super A'can (1995)

## Quinta era: 32 e 64-bit (1993–2006)
- Atari Jaguar (1993)
  - Atari Jaguar CD (1995)
- 3DO (1993)
- Commodore Amiga CD32 (1993)
- FM Towns Marty (1993)
- PC-FX (1994)
- Playdia (1994)
- Sega Saturn (1994)
- PlayStation (1994)
- Apple Pippin (1995)
- Virtual Boy (1995)
- Nintendo 64 (1996)
  - Nintendo 64DD (1999, solo Giappone)
- WonderSwan (1998)
  - WonderSwan Color (1999, solo Giappone)
- Neo Geo Pocket (1998, solo Giappone)
  - Neo Geo Pocket Color (1998 in Giappone; 1999 negli Stati Uniti e Regno Unito)
- Game Boy Color (1998)

## Sesta era: 128-bit (1998–2003)
Chiamata comunemente, ma impropriamente «era dei 128-bit», in realtà i processori utilizzati per questa generazione e le seguenti sono sempre a 32/64 bit.
- Dreamcast (1998)
- PlayStation 2 (2000)
- GP32 (2001)
- GameCube (2001)
- Xbox (2001)
- Game Boy Advance (2001)
  - Game Boy Advance SP (2003)
  - Game Boy Micro (2005)
- PSX (2003)
- N-Gage (2003)
  - N-Gage QD (2004)
- iQue Player (2003)

## Settima era: 3D, schermo tattile e motion controller (2004–2017)
- Nintendo DS (2004)
  - Nintendo DS Lite (2006)
  - Nintendo DSi (2008)
  - Nintendo DSi XL (2009)
- PlayStation Portable (2004)
  - PSP Slim & Lite (2007)
  - PSP 3000 (2008)
  - PSP Go (2009)
  - PSP Street (2011)
- Digiblast (2005)
- Xbox 360 (2005)
- Gizmondo (2005)
- GP2X (2005)
- Wii (2006)
  - Wii Family Edition (2011)
  - Wii Mini (2012)
- PlayStation 3 (2006)
  - PlayStation 3 Slim
  - PlayStation 3 Super Slim
- Zeebo (2007)
- GP2X WIZ (2007)
- GP2X Caanoo (2007)

## Ottava era: 4K, VR, console mid-gen, ibride e retro (2011-)

### Console portatili
- Nintendo 3DS (2011)
  - Nintendo 3DS XL (2012)
  - Nintendo 2DS (2013)
  - New Nintendo 3DS (2014)
  - New Nintendo 3DS XL (2014)
  - New Nintendo 2DS XL (2017)
- PlayStation Vita (2012)
  - PlayStation Vita Slim (2013)
  - PlayStation TV (2013)

### Console casalinghe
- Wii U (2012)
- PlayStation 4 (2013)
  - PlayStation 4 Slim (2016)
  - PlayStation 4 Pro (2016)
- Xbox One (2013)
  - Xbox One S (2016)
  - Xbox One X (2017)
  - Xbox One S All Digital Edition (2019)

### Console ibride
- Nintendo Switch (2017)
  - Nintendo Switch Lite (2019), versione solo portatile
  - Nintendo Switch - Modello OLED (2021)

### Riedizioni HD di console del passato
- Nintendo Classic Mini: NES (2016)
- Nintendo Classic Mini: SNES (2017)
- PlayStation Classic (2018)
- Sega Mega Drive Mini (2019)
- PC Engine CoreGrafx Mini (2020)

### Console Android
- Ouya (2013)
- GameStick (2013)
- Nvidia Shield (2013)
  - Nvidia Shield Tablet (2014)
  - Nvidia Shield TV (2015)
- Mojo (2013)
- Lexibook Playdroid TV (2015)

## Nona era: ray-tracing, 120 Hz, retrocompatibilità totale (2020-)

### Console casalinghe
- PlayStation 5 (2020)
  - PlayStation 5 Slim (2023)
  - PlayStation 5 Pro (2024)
- Xbox Series X (2020)
  - Xbox Series S (2020)
- Atari VCS (2020)

### Console portatili
- Steam Deck (2022)
- Logitech G Cloud (2022), dedicata al cloud gaming
- ROG Ally (2023)
- Lenovo Legion Go (2024)
- MSI Claw (2024)
- ROG Ally X (2024)

### Console ibride
- Nintendo Switch 2 (2025)